# Rúnar Þór Sigurgeirsson
Rúnar Þór Sigurgeirsson (28 de diciembre de 1999) es un futbolista islandés que juega en la demarcación de lateral izquierdo para el Willem II de la Eredivisie.

## Selección nacional
El 29 de mayo de 2021 hizo su debut con la selección de fútbol de Islandia en un encuentro amistoso contra México que finalizó con un resultado de 2-1 a favor del combinado mexicano tras un doblete de Hirving Lozano para México, y un autogol de Edson Álvarez para Islandia.

## Clubes
| Club        | País         | Año       | Partidos | Goles |
| ----------- | ------------ | --------- | -------- | ----- |
| Keflavík ÍF | Islandia     | 2017-2022 | 69       | 8     |
| Östers IF   | Suecia       | 2023      | 17       | 2     |
| Willem II   | Países Bajos | 2023-     | 55       | 2     |